# Брабец, Владимир
Владимир Брабец (чеш. Vladimír Brabec; 15 мая 1934, Прага — 1 сентября 2017[…], Нова-Вес-под-Плеши) — чешский актёр театра и кино.

## Биография
Родился 15 мая 1934 года в Праге на Жижкове.
В детстве пел в хоре, учился в школе. После Второй мировой войны участвовал в спектаклях Пражского молодёжного театра.
В 1953 году окончил театральное отделение при Пражской музыкальной академии и в этом же году был приглашён в Городской театр города Мост. В 1954-1959 годах работал актёром пражского театра Эмиля Буриана. В 1959-1975 годах играл на сцене Народного театра. Также много лет был членом труппы Музыкального театра в Карлине, позже принимал участие в мюзиклах пражского театра «Театр Бродвей».
В 1948 году дебютировал в кино в эпизодической роли детективного фильма режиссёра Вацлава Гайера — «Клубная тройка» («Křížová trojka»). Снялся в 1968 году в советском фильме «Щит и меч» в роли словака Яромира Дробного, члена боевой группы. Стал широко известен по главной роли в чехословацком детективном многосерийном телевизионном художественном фильме «Тридцать случаев майора Земана».
Умер 1 сентября 2017 года в Чехии.

## Награды
- В 1980 году Владимиру Брабецу было присвоено звание заслуженного артиста.
- В 1998 году он получил награду имени Франтишека Филипповского за мастерство в дубляже.